# Ministri delle finanze dell'Austria
I ministri delle finanze dell'Austria dal 1918 ad oggi sono i seguenti.

## Lista

### Prima Repubblica (1918-1938)
| Ministro       | Ministro          | Ministro                                | Partito                                                                                 | Governo                   | Mandato           | Mandato           |
| Ministro       | Ministro          | Ministro                                | Partito                                                                                 | Governo                   | Inizio            | Fine              |
| -------------- | ----------------- | --------------------------------------- | --------------------------------------------------------------------------------------- | ------------------------- | ----------------- | ----------------- |
|                |                   | Otto Steinwender (1847-1921)            | Partito Nazionale Tedesco                                                               | Renner I                  | 30 ottobre 1918   | 15 marzo 1919     |
|                |                   | Joseph Schumpeter (1883-1950)           | Indipendente                                                                            | Renner II                 | 15 marzo 1919     | 17 ottobre 1919   |
|                |                   | Richard Reisch (1866-1938)              | Indipendente                                                                            | Renner III                | 17 ottobre 1919   | 7 luglio 1920     |
| Mayr I         | 7 luglio 1920     | Richard Reisch (1866-1938)              | Indipendente                                                                            | 20 novembre 1920          |                   |                   |
|                |                   | Ferdinand Grimm (1869-1948)             | Indipendente                                                                            | Mayr II                   | 20 novembre 1920  | 21 giugno 1921    |
| Schober I      | 21 giugno 1921    | Ferdinand Grimm (1869-1948)             | Indipendente                                                                            | 7 ottobre 1921            |                   |                   |
| Schober I      |                   |                                         | Alfred Gürtler (1875-1933)                                                              | Partito Cristiano-Sociale | 7 ottobre 1921    | 26 gennaio 1922   |
| Breisky        | 26 gennaio 1922   | 27 gennaio 1922                         | Alfred Gürtler (1875-1933)                                                              | Partito Cristiano-Sociale |                   |                   |
| Schober II     | 27 gennaio 1922   | 10 maggio 1922                          | Alfred Gürtler (1875-1933)                                                              | Partito Cristiano-Sociale |                   |                   |
| Schober II     |                   |                                         | Johann Schober (ad interim) (1874-1932)                                                 | Partito Cristiano-Sociale | 10 maggio 1922    | 31 maggio 1922    |
|                |                   | August Ségur-Cabanac (1881-1931)        | Partito Cristiano-Sociale                                                               | Seipel I                  | 31 maggio 1922    | 14 novembre 1922  |
|                |                   | Viktor Kienböck (1873-1956)             | Partito Cristiano-Sociale                                                               | Seipel I                  | 14 novembre 1922  | 17 aprile 1923    |
| Seipel II      | 17 aprile 1923    | Viktor Kienböck (1873-1956)             | Partito Cristiano-Sociale                                                               | 20 novembre 1923          |                   |                   |
| Seipel III     | 20 novembre 1923  | Viktor Kienböck (1873-1956)             | Partito Cristiano-Sociale                                                               | 20 novembre 1924          |                   |                   |
|                |                   | Jakob Ahrer (1888-1962)                 | Partito Cristiano-Sociale                                                               | Ramek I                   | 20 novembre 1924  | 15 gennaio 1926   |
|                |                   | Josef Kollmann (1868-1951)              | Partito Cristiano-Sociale                                                               | Ramek II                  | 15 gennaio 1926   | 20 ottobre 1926   |
|                |                   | Viktor Kienböck (1873-1956)             | Partito Cristiano-Sociale                                                               | Seipel IV                 | 20 ottobre 1926   | 19 maggio 1927    |
| Seipel V       | 19 maggio 1927    | Viktor Kienböck (1873-1956)             | Partito Cristiano-Sociale                                                               | 4 maggio 1929             |                   |                   |
|                |                   | Johann Josef Mittelberger (1879-1963)   | Partito Cristiano-Sociale                                                               | Steeruwitz                | 4 maggio 1929     | 26 settembre 1929 |
|                |                   | Johann Schober (ad interim) (1874-1932) | Partito Cristiano-Sociale                                                               | Schober III               | 26 settembre 1929 | 16 ottobre 1929   |
|                |                   | Otto Juch (1876-1964)                   | Partito Cristiano-Sociale                                                               | Schober III               | 16 ottobre 1929   | 30 settembre 1930 |
| Vaugoin        | 30 settembre 1930 | Otto Juch (1876-1964)                   | Partito Cristiano-Sociale                                                               | 4 dicembre 1930           |                   |                   |
| Ender          | 4 dicembre 1930   | Otto Juch (1876-1964)                   | Partito Cristiano-Sociale                                                               | 20 giugno 1931            |                   |                   |
|                |                   | Josef Redlich (1869-1936)               | Partito Cristiano-Sociale                                                               | Buresch I                 | 20 giugno 1931    | 5 ottobre 1931    |
|                |                   | Karl Buresch (1878-1936)                | Partito Cristiano-Sociale                                                               | Buresch I                 | 5 ottobre 1931    | 16 ottobre 1931   |
|                |                   | Emanuel Weidenhoffer (1878-1939)        | Partito Cristiano-Sociale                                                               | Buresch I                 | 16 ottobre 1931   | 29 gennaio 1932   |
| Buresch II     | 29 gennaio 1932   | Emanuel Weidenhoffer (1878-1939)        | Partito Cristiano-Sociale                                                               | 20 maggio 1932            |                   |                   |
| Dollfuss I     | 20 maggio 1932    | Emanuel Weidenhoffer (1878-1939)        | Partito Cristiano-Sociale                                                               | 16 maggio 1933            |                   |                   |
| Dollfuss I     |                   |                                         | Karl Buresch (1878-1936)                                                                | Partito Cristiano-Sociale | 16 maggio 1933    | 21 settembre 1933 |
| Dollfuss II    | 21 settembre 1933 | 25 luglio 1934                          | Karl Buresch (1878-1936)                                                                | Partito Cristiano-Sociale |                   |                   |
| Schuschnigg I  | 25 luglio 1934    | 17 ottobre 1935                         | Karl Buresch (1878-1936)                                                                | Partito Cristiano-Sociale |                   |                   |
| Schuschnigg I  |                   |                                         | Ludwig Draxler (1896-1972)                                                              | Fronte Patriottico        | 17 ottobre 1935   | 14 maggio 1936    |
| Schuschnigg II | 14 maggio 1936    | 3 novembre 1936                         | Ludwig Draxler (1896-1972)                                                              | Fronte Patriottico        |                   |                   |
|                |                   | Rudolf Neumayer (1887-1977)             | Fronte Patriottico (1936-1938) Partito Nazionalsocialista Tedesco dei Lavoratori (1938) | Schuschnigg III           | 3 novembre 1936   | 16 febbraio 1938  |
| Schuschnigg IV | 16 febbraio 1938  | Rudolf Neumayer (1887-1977)             | Fronte Patriottico (1936-1938) Partito Nazionalsocialista Tedesco dei Lavoratori (1938) | 11 marzo 1938             |                   |                   |
|                | Seyss-Inquart     | Rudolf Neumayer (1887-1977)             | Fronte Patriottico (1936-1938) Partito Nazionalsocialista Tedesco dei Lavoratori (1938) | 11 marzo 1938             | 13 marzo 1938     |                   |

### Seconda Repubblica (1945-presente)
| Ministro      | Ministro         | Ministro                         | Partito                                                              | Governo                             | Mandato           | Mandato           |
| Ministro      | Ministro         | Ministro                         | Partito                                                              | Governo                             | Inizio            | Fine              |
| ------------- | ---------------- | -------------------------------- | -------------------------------------------------------------------- | ----------------------------------- | ----------------- | ----------------- |
|               |                  | Georg Zimmermann (1897-1958)     | Indipendente                                                         | Renner IV                           | 27 aprile 1945    | 20 dicembre 1945  |
| Figl I        | 20 dicembre 1945 | Georg Zimmermann (1897-1958)     | Indipendente                                                         | 8 novembre 1949                     |                   |                   |
|               |                  | Eugen Margarétha (1885-1963)     | Partito Popolare Austriaco                                           | Figl II                             | 8 novembre 1949   | 23 gennaio 1952   |
|               |                  | Reinhard Kamitz (1907-1993)      | Indipendente                                                         | Figl II                             | 23 gennaio 1952   | 28 ottobre 1952   |
| Figl III      | 28 ottobre 1952  | Reinhard Kamitz (1907-1993)      | Indipendente                                                         | 2 aprile 1953                       |                   |                   |
| Raab I        | 2 aprile 1953    | Reinhard Kamitz (1907-1993)      | Indipendente                                                         | 29 giugno 1956                      |                   |                   |
| Raab II       | 29 giugno 1956   | Reinhard Kamitz (1907-1993)      | Indipendente                                                         | 16 luglio 1959                      |                   |                   |
| Raab III      | 16 luglio 1959   | Reinhard Kamitz (1907-1993)      | Indipendente                                                         | 3 novembre 1960                     |                   |                   |
|               |                  | Eduard Heilingsetzer (1905-1997) | Partito Popolare Austriaco                                           | Raab IV                             | 3 novembre 1960   | 11 aprile 1961    |
|               |                  | Josef Klaus (1910-2001)          | Partito Popolare Austriaco                                           | Gorbach I                           | 11 aprile 1961    | 27 marzo 1963     |
|               |                  | Franz Korinek (1907-1985)        | Partito Popolare Austriaco                                           | Gorbach II                          | 27 marzo 1963     | 2 aprile 1964     |
|               |                  | Wolfgang Schmitz (1923-2008)     | Partito Popolare Austriaco                                           | Klaus I                             | 2 aprile 1964     | 19 aprile 1966    |
| Klaus II      | 19 aprile 1966   | Wolfgang Schmitz (1923-2008)     | Partito Popolare Austriaco                                           | 19 gennaio 1968                     |                   |                   |
| Klaus II      |                  |                                  | Stephan Koren (1919-1988)                                            | Partito Popolare Austriaco          | 19 gennaio 1968   | 21 aprile 1970    |
|               |                  | Hannes Androsch (1938-2024)      | Partito Socialdemocratico d'Austria                                  | Kreisky I                           | 21 aprile 1970    | 4 novembre 1971   |
| Kreisky II    | 4 novembre 1971  | Hannes Androsch (1938-2024)      | Partito Socialdemocratico d'Austria                                  | 28 ottobre 1975                     |                   |                   |
| Kreisky III   | 28 ottobre 1975  | Hannes Androsch (1938-2024)      | Partito Socialdemocratico d'Austria                                  | 5 giugno 1979                       |                   |                   |
| Kreisky IV    | 5 giugno 1979    | Hannes Androsch (1938-2024)      | Partito Socialdemocratico d'Austria                                  | 20 gennaio 1981                     |                   |                   |
| Kreisky IV    |                  |                                  | Herbert Salcher (1929-2021)                                          | Partito Socialdemocratico d'Austria | 20 gennaio 1981   | 24 maggio 1983    |
| Sinowatz      | 24 maggio 1983   | 10 settembre 1984                | Herbert Salcher (1929-2021)                                          | Partito Socialdemocratico d'Austria |                   |                   |
| Sinowatz      |                  |                                  | Franz Vranitzky (1937)                                               | Partito Socialdemocratico d'Austria | 10 settembre 1984 | 16 giugno 1986    |
|               |                  | Ferdinand Lacina (1942)          | Partito Socialdemocratico d'Austria                                  | Vranitzky I                         | 16 giugno 1986    | 21 gennaio 1987   |
| Vranitzky II  | 21 gennaio 1987  | Ferdinand Lacina (1942)          | Partito Socialdemocratico d'Austria                                  | 17 dicembre 1990                    |                   |                   |
| Vranitzky III | 17 dicembre 1990 | Ferdinand Lacina (1942)          | Partito Socialdemocratico d'Austria                                  | 29 novembre 1994                    |                   |                   |
| Vranitzky IV  | 29 novembre 1994 | Ferdinand Lacina (1942)          | Partito Socialdemocratico d'Austria                                  | 6 aprile 1995                       |                   |                   |
| Vranitzky IV  |                  |                                  | Andreas Staribacher (1957)                                           | Partito Socialdemocratico d'Austria | 6 aprile 1995     | 3 gennaio 1996    |
| Vranitzky IV  |                  |                                  | Viktor Klima (1947)                                                  | Partito Socialdemocratico d'Austria | 3 gennaio 1996    | 12 marzo 1996     |
| Vranitzky V   | 12 marzo 1996    | 28 gennaio 1997                  | Viktor Klima (1947)                                                  | Partito Socialdemocratico d'Austria |                   |                   |
|               |                  | Rudolf Edlinger (1940-2021)      | Partito Socialdemocratico d'Austria                                  | Klima                               | 28 gennaio 1997   | 4 febbraio 2000   |
|               |                  | Karl-Heinz Grasser (1969)        | Partito della Libertà Austriaco (2000-2003) Indipendente (2003-2007) | Schüssel I                          | 4 febbraio 2000   | 28 febbraio 2003  |
|               | Schüssel II      | Karl-Heinz Grasser (1969)        | Partito della Libertà Austriaco (2000-2003) Indipendente (2003-2007) | 28 febbraio 2003                    | 11 gennaio 2007   |                   |
|               |                  | Wilhelm Molterer (1955)          | Partito Popolare Austriaco                                           | Gusenbauer                          | 11 gennaio 2007   | 2 dicembre 2008   |
|               |                  | Josef Pröll (1968)               | Partito Popolare Austriaco                                           | Faymann I                           | 2 dicembre 2008   | 21 aprile 2011    |
|               |                  | Maria Fekter (1956)              | Partito Popolare Austriaco                                           | Faymann I                           | 21 aprile 2011    | 16 dicembre 2013  |
|               |                  | Michael Spindelegger (1959)      | Partito Popolare Austriaco                                           | Faymann II                          | 16 dicembre 2013  | 1º settembre 2014 |
|               |                  | Hans Jörg Schelling (1953)       | Partito Popolare Austriaco                                           | Faymann II                          | 1º settembre 2014 | 17 maggio 2016    |
| Kern          | 17 maggio 2016   | Hans Jörg Schelling (1953)       | Partito Popolare Austriaco                                           | 18 dicembre 2017                    |                   |                   |
|               |                  | Hartwig Löger (1965)             | Partito Popolare Austriaco                                           | Kurz I                              | 18 dicembre 2017  | 3 giugno 2019     |
|               |                  | Eduard Müller (1962)             | Indipendente                                                         | Bierlein                            | 3 giugno 2019     | 7 gennaio 2020    |
|               |                  | Gernot Blümel (1981)             | Partito Popolare Austriaco                                           | Kurz II                             | 7 gennaio 2020    | 11 ottobre 2021   |
| Schallenberg  | 11 ottobre 2021  | Gernot Blümel (1981)             | Partito Popolare Austriaco                                           | 6 dicembre 2021                     |                   |                   |
|               |                  | Magnus Brunner (1972)            | Partito Popolare Austriaco                                           | Nehammer                            | 6 dicembre 2021   | 3 marzo 2025      |
|               |                  | Markus Marterbrauer (1965)       | Partito Socialdemocratico d'Austria                                  | Stocker                             | 3 marzo 2025      | in carica         |